# 異足新米蝦
異足新米蝦（學名：Neocaridina davidi or Neocaridina heteropoda），生物分類屬於匙指蝦科新米蝦屬，陸封型淡水蝦種，分布於中国大陆東部、台灣、日本、夏威夷。台灣水族市場上的「黑殼蝦」多為此種與其近親多齒新米蝦。本種擁有各體色變種，相當受水族玩家歡迎，其中尤以紅色系變種「玫瑰蝦」最為常見。

## 名稱
「黑殼蝦」是異足新米蝦(Neocaridina davidi)、多齒新米蝦(Neocaridina denticulata)、臺灣米蝦 (Caridina formosae)與擬多齒米蝦(Caridina pseudodenticulata)的泛稱，其中在臺灣分布最廣的可能是異足新米蝦。

## 飼養
成年的異足新米蝦全長可長到約4公分長，異足新米蝦較喜歡生活在PH值6.5－8的乾淨水質中，中性和弱鹼性，溫度14°C－29°C 之間，最舒適的溫度是22°C。

## 用途與形態變異
一般的異足新米蝦體色多為黃褐色，體表分布有不同規則與大小的斑紋，有時體色會因環境和交配等因素產生偏黑、綠、紅等個體出現。因顏色具多樣化，業者以人工不斷挑選培育出五彩繽紛的彩色米蝦，包括極火蝦、香吉士蝦、黃金米蝦、藍絲絨蝦、巧克力蝦、黑巧克力蝦、血腥瑪麗蝦及琉璃蝦、雪球蝦等等，改良出的品種多達20餘種，創造臺灣觀賞蝦養殖潮流，並且熱銷歐美日等國家。還具有幫忙清除殘餌、藻類之功用，可做為與小型魚類混養於水族箱作為魚缸之清道夫之用，以及作為中大型肉食性魚類的餌料；但個體食藻種類與多齒新米蝦一樣食量不敵大和藻蝦，因為價格便宜、飼養起來以量取勝。

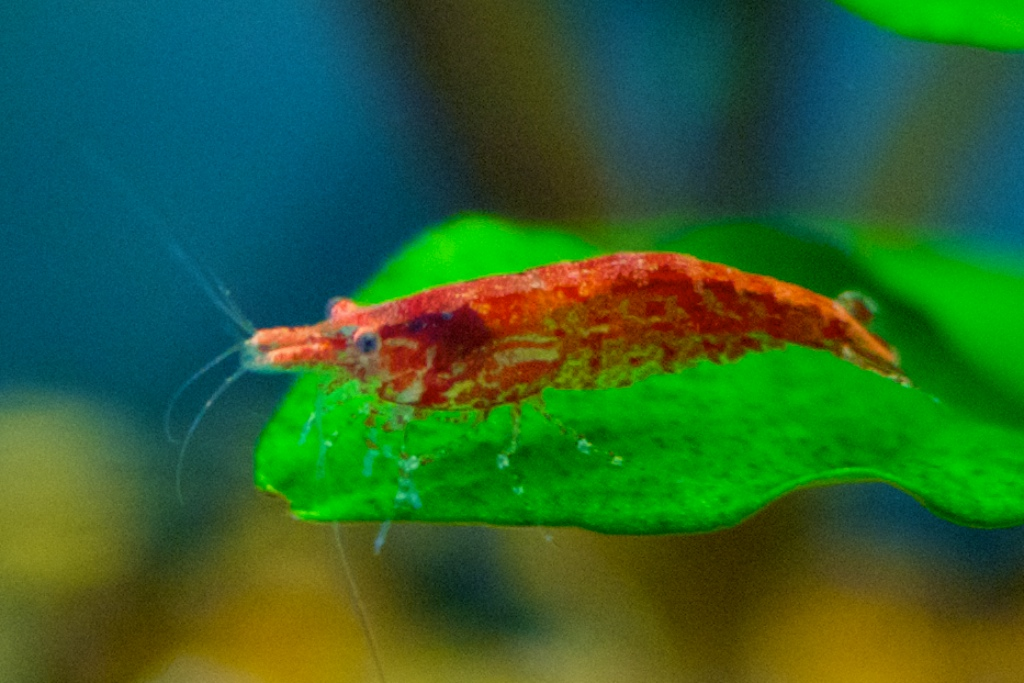
玫瑰蝦
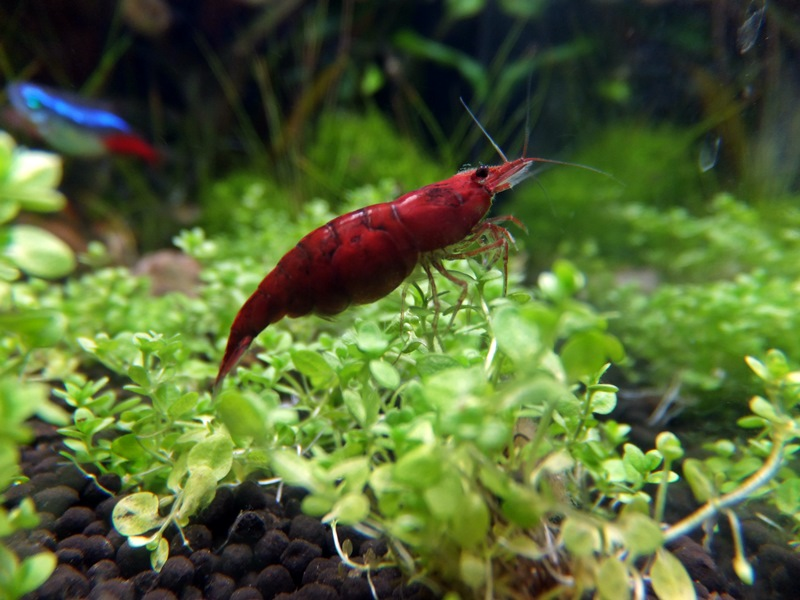
烤漆蝦
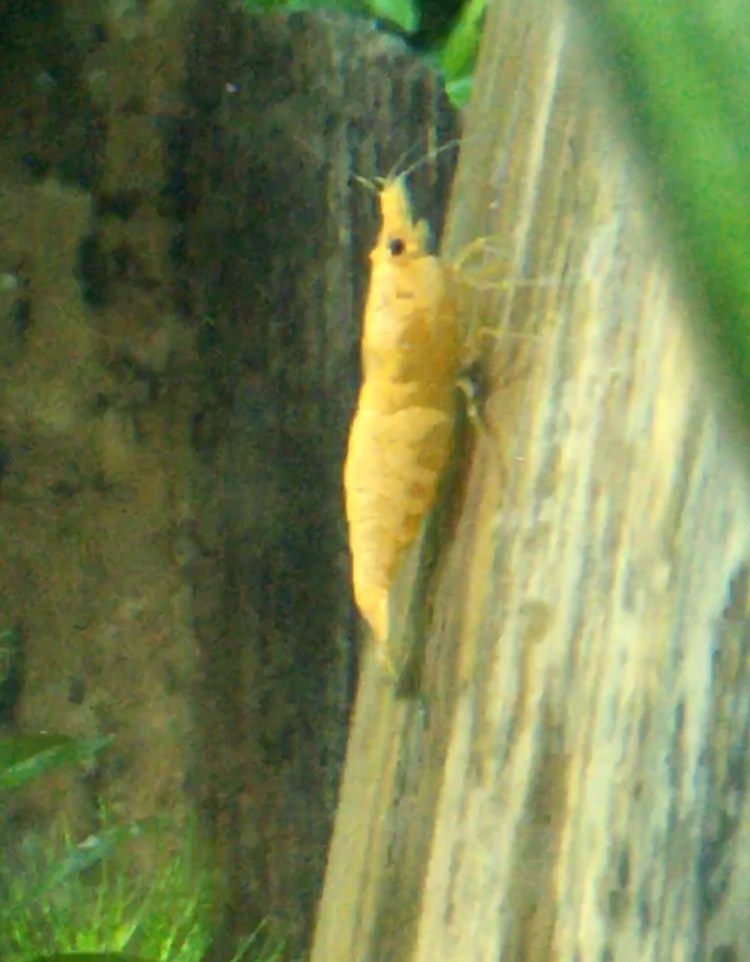
黃金米蝦
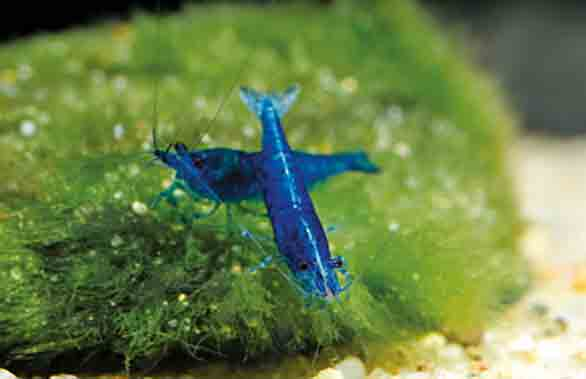
藍絲絨蝦
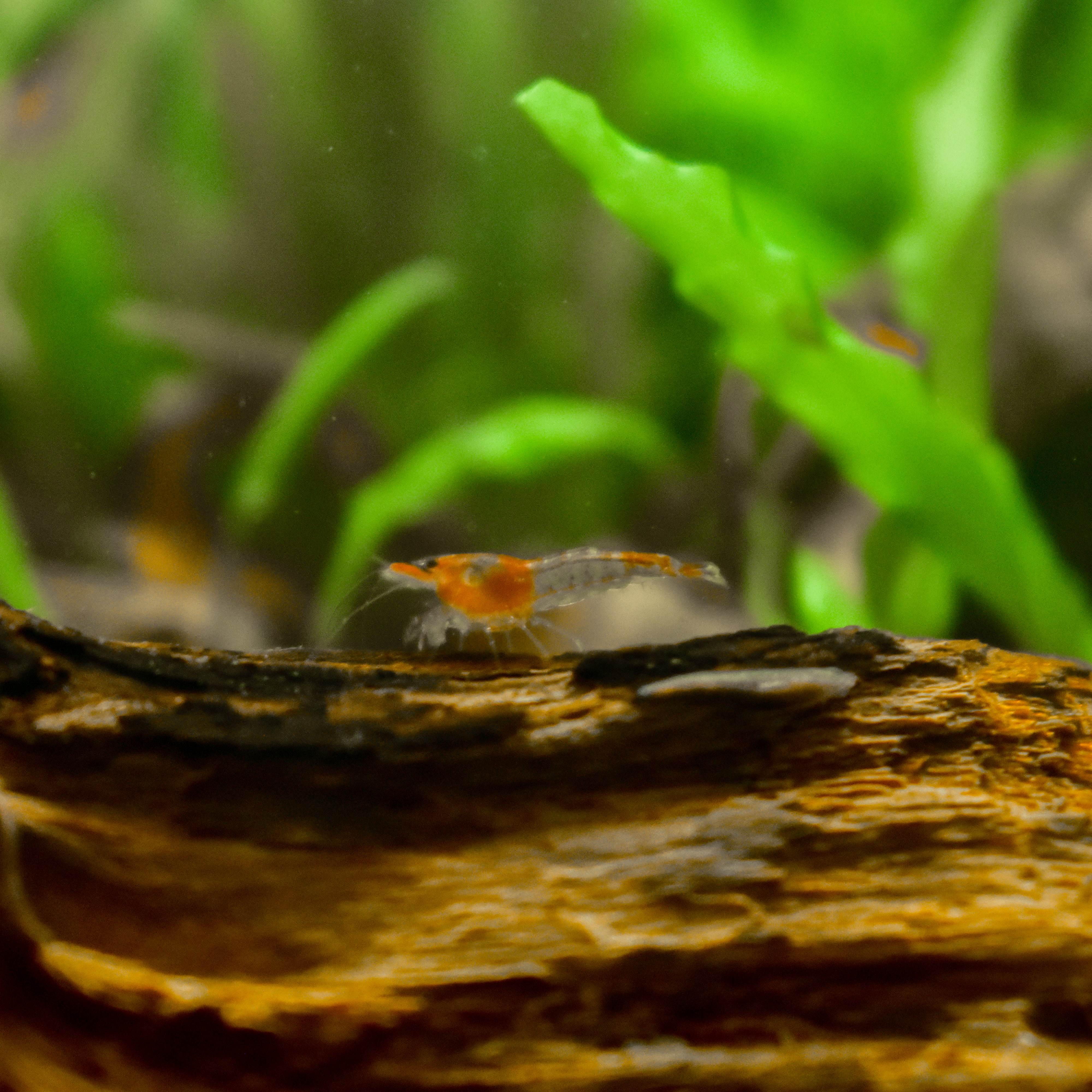
紅琉璃蝦
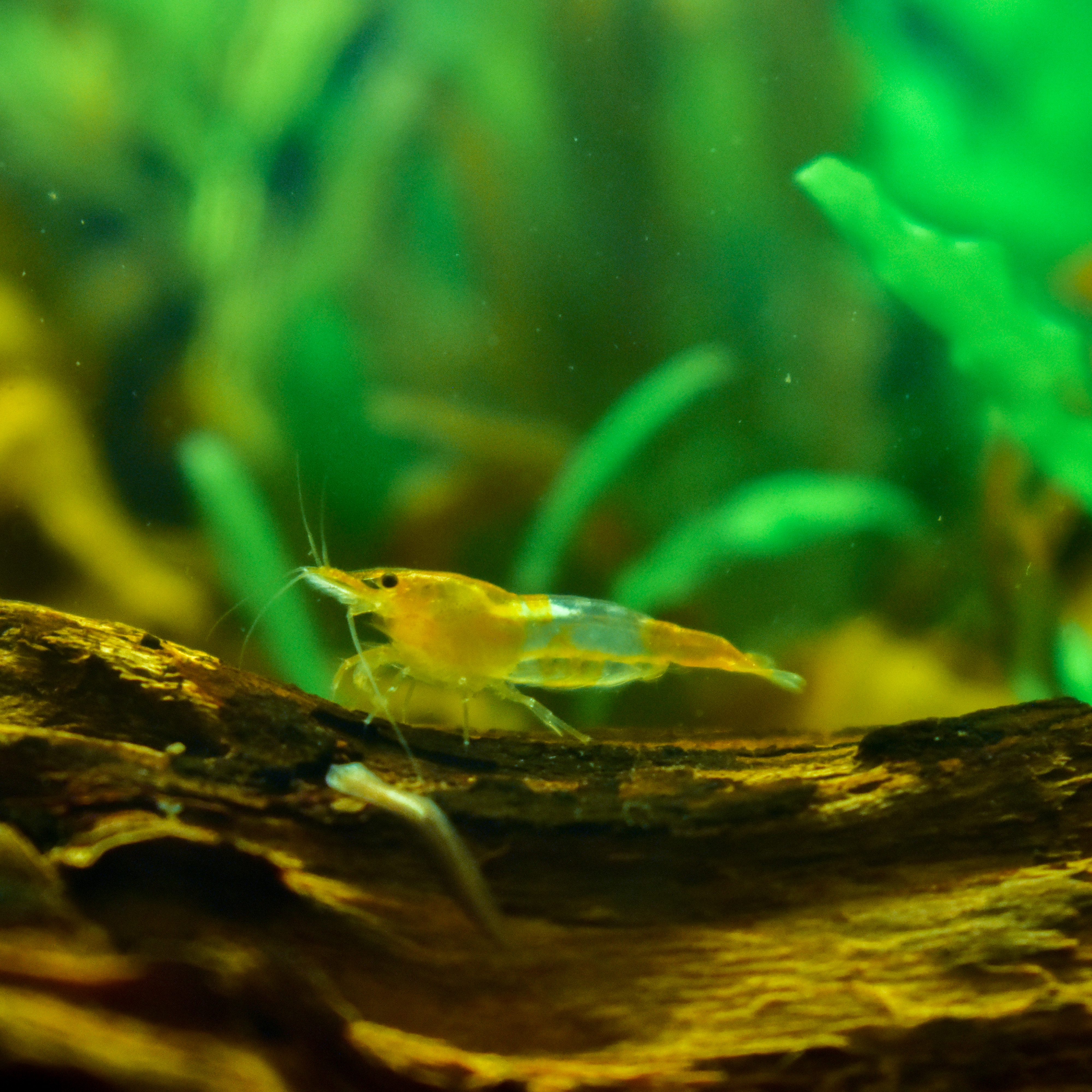
橘琉璃蝦
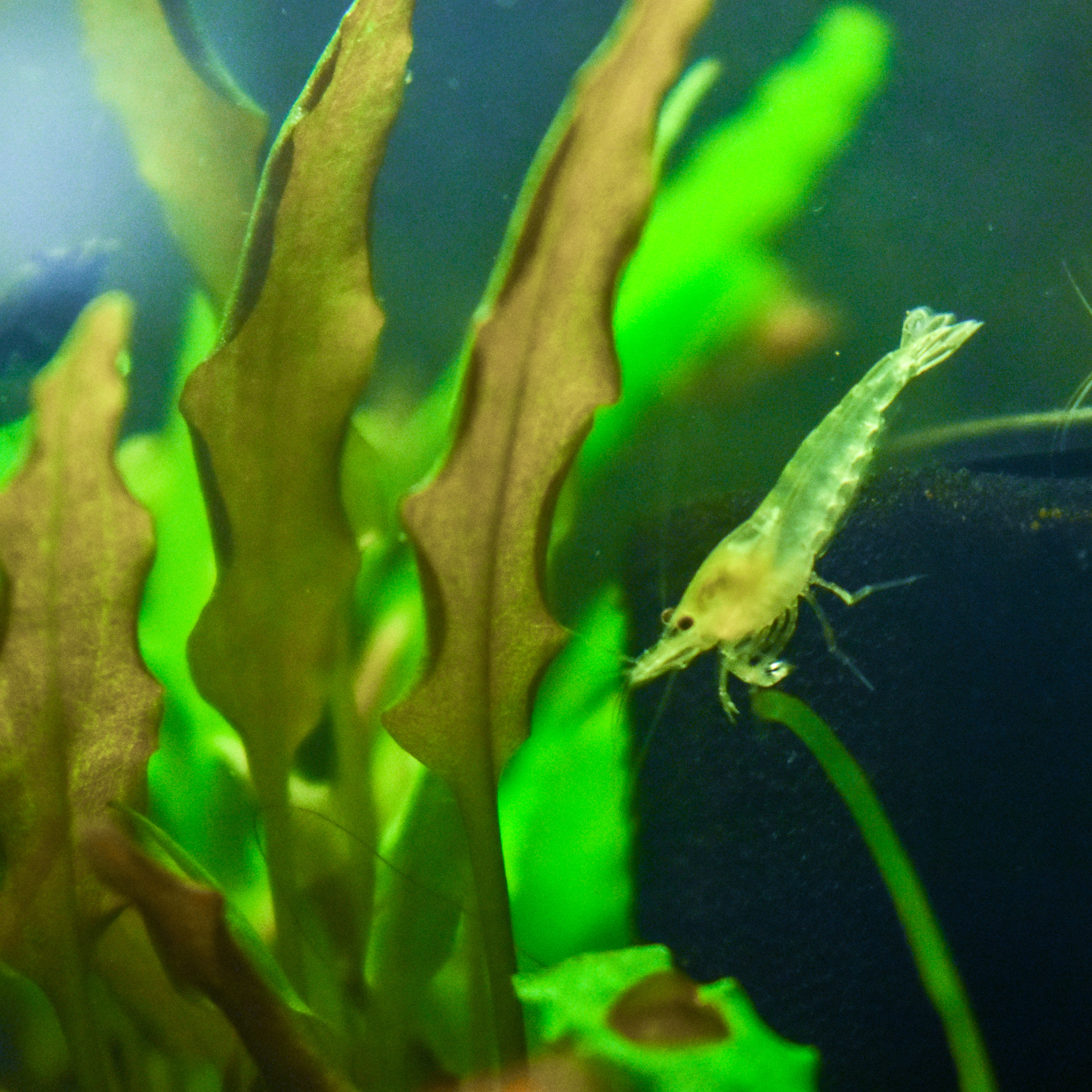
雪球蝦
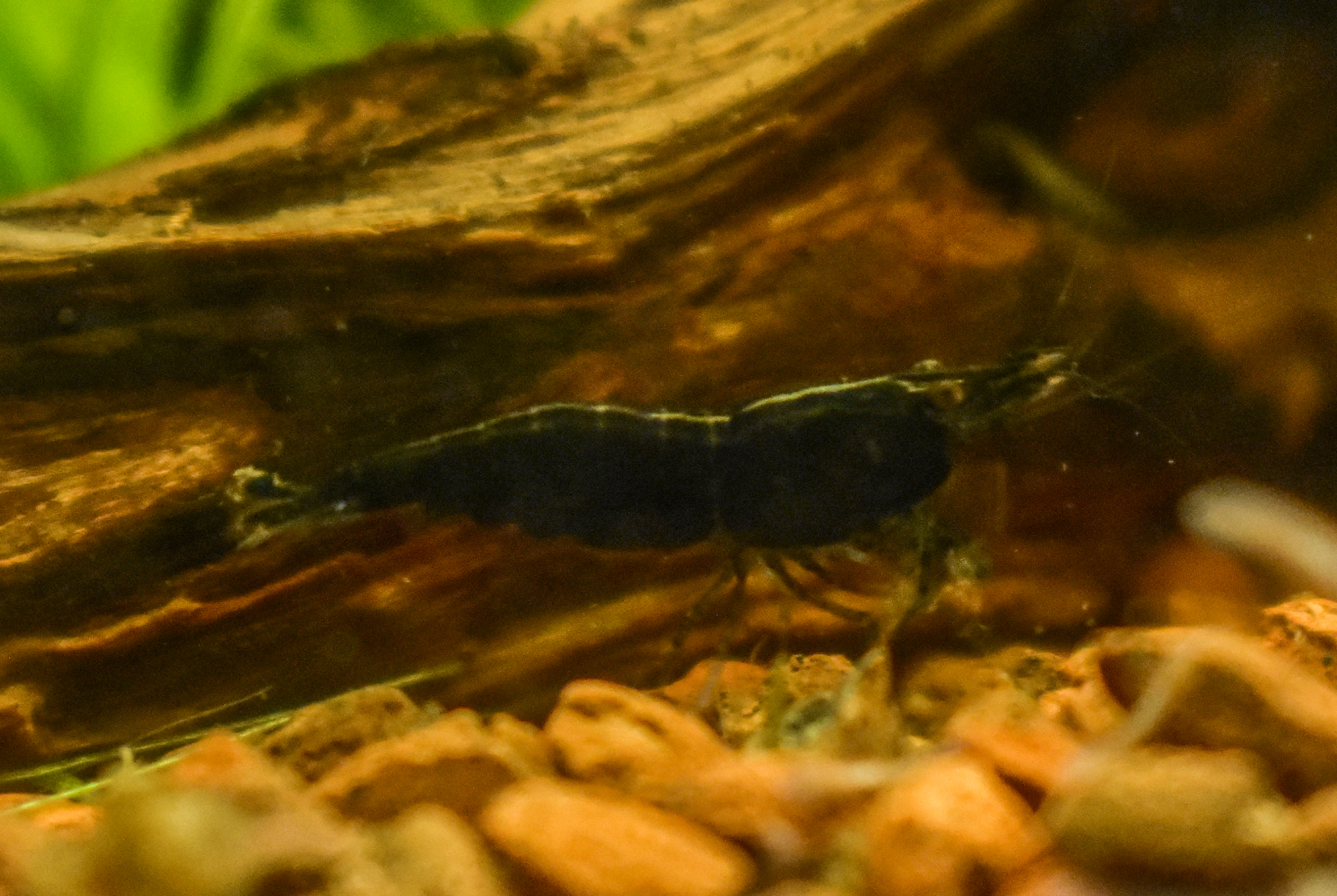
黑巧克力蝦

## 相關物種
- 多齒新米蝦 Neocaridina denticulata
- 玫瑰蝦 Neocaridina davidi var. "red"